# Chagnon
Chagnon – miejscowość i gmina we Francji, w regionie Owernia-Rodan-Alpy, w departamencie Loara.
Według danych na rok 1990 gminę zamieszkiwały 313 osoby, a gęstość zaludnienia wynosiła 126 osób/km² (wśród 2880 gmin regionu Rodan-Alpy Chagnon plasuje się na 1316. miejscu pod względem liczby ludności, natomiast pod względem powierzchni na miejscu 1677.).

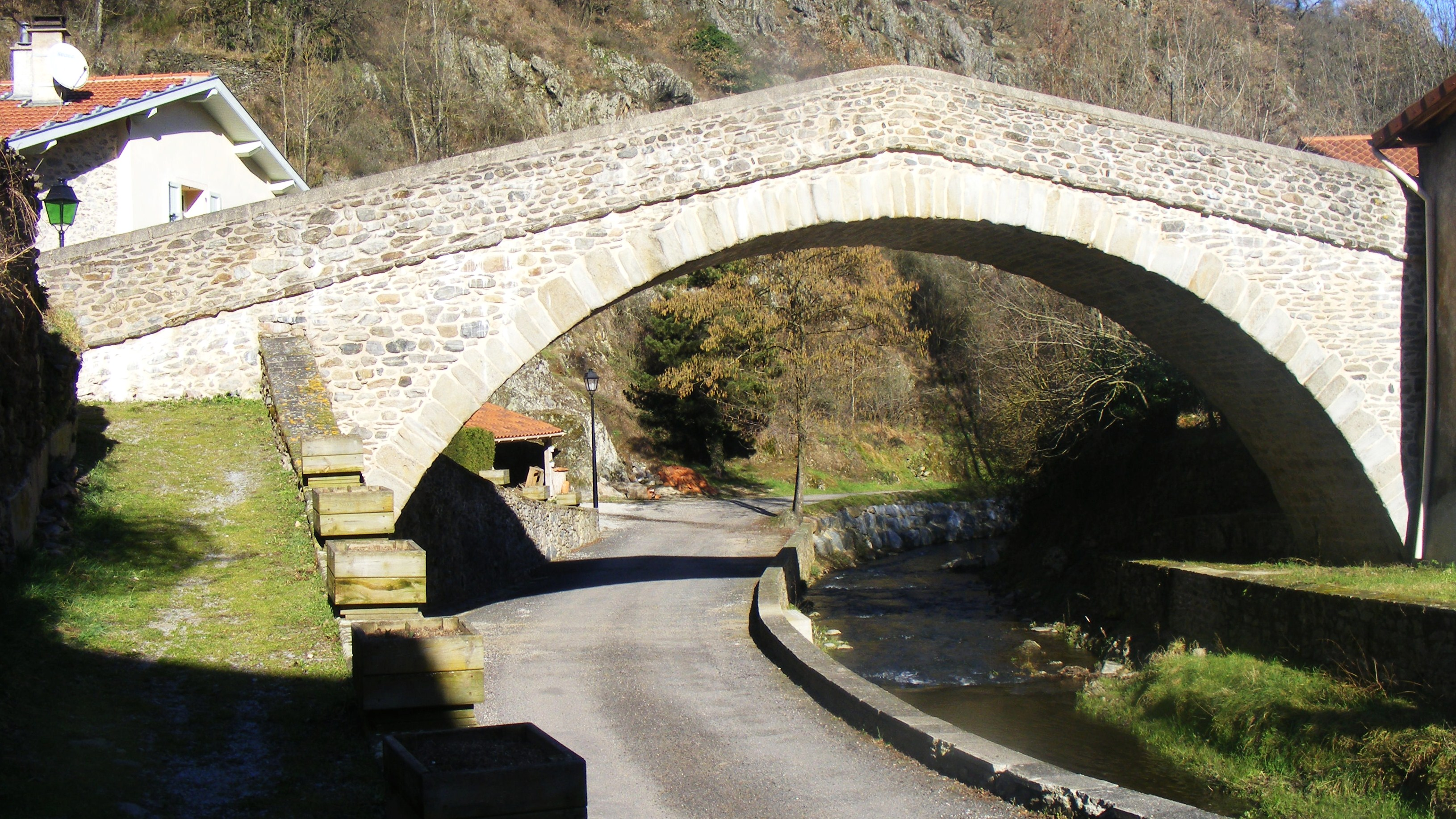
Most w Chagnon, 2010